# Cho Gue-sung
Cho Gue-sung (hangul: 조규성), född 25 januari 1998, är en sydkoreansk professionell fotbollsspelare som spelar som anfallare för Gimcheon Sangmu i K-League 1.

## Statistik

### Klubbstatistik
| Klubb                                                 | Säsong            | Inhemsk liga      | Inhemsk liga | Inhemsk liga | Nat. täv. | Nat. täv. | Internat. täv. | Internat. täv. | Totalt | Totalt |
| Klubb                                                 | Säsong            | Serie             | SM           | Mål          | SM        | Mål       | SM             | Mål            | SM     | Mål    |
| ----------------------------------------------------- | ----------------- | ----------------- | ------------ | ------------ | --------- | --------- | -------------- | -------------- | ------ | ------ |
| FC Anyang                                             | 2019              | K League 2        | 33           | 14           | 3         | 0         | 0              | 0              | 36     | 14     |
| FC Anyang                                             | Totalt i klubblag | Totalt i klubblag | 33           | 14           | 3         | 0         | 0              | 0              | 36     | 14     |
| Jeonbuk Hyundai Motors                                | 2020              | K League 1        | 23           | 4            | 5         | 1         | 6              | 3              | 34     | 8      |
| Jeonbuk Hyundai Motors                                | Totalt i klubblag | Totalt i klubblag | 23           | 4            | 5         | 1         | 6              | 3              | 34     | 8      |
| Gimcheon Sangmu                                       | 2021              | K League 1        | 25           | 8            | 2         | 1         | 0              | 0              | 27     | 9      |
| Gimcheon Sangmu                                       | 2022              | K League 1        | 15           | 10           | 1         | 0         | 0              | 0              | 16     | 10     |
| Gimcheon Sangmu                                       | Totalt i klubblag | Totalt i klubblag | 40           | 18           | 3         | 1         | 0              | 0              | 43     | 19     |
| Antal matcher och mål är korrekt per den 28 maj, 2022 |                   |                   |              |              |           |           |                |                |        |        |